# Resolució 973 del Consell de Seguretat de les Nacions Unides
La Resolució 973 del Consell de Seguretat de les Nacions Unides, adoptada per unanimitat el 13 de gener de 1995, després de recordar les resolucions 621 (1988), 658 (1990), i 690 (1991), 725 (1991), 809 (1993) i 907 (1994), el Consell ha debatut el Pla de Regularització per al Sàhara Occidental i va prorrogar el mandat de la Missió de Nacions Unides pel Referèndum al Sàhara Occidental (MINURSO) fins al 31 de maig de 1995.
Reconeixent la visita del secretari general Boutros Boutros-Ghali al Sàhara Occidental en novembre de 1994, el Consell va afirmar que s'ha de mantenir un referèndum d'autodeterminació a la població del territori. El secretari general va considerar que per la missió de la MINURSO, responsable de l'organització de la consulta, requereix més personal per a realitzar el cens electoral. El pla de regularització en el seu conjunt també s'ha retardat.
El Consell ha indicat que la consulta aniria endavant com estava previst per resoldre el problema del Sàhara Occidental. L'extensió de la MINURSO com és definida pel secretari general afectava al desplegament de observador. En aquest sentit se li ha demanat que informi al Consell el 31 de març de 1995 sobre la logística, el personal i altres recursos necessaris i plans posteriors. El període de transició començaria l'1 de juny de 1995 amb vista a la celebració del referèndum a l'octubre de 1995 i l'acabament de la MINURSO. La possible ampliació de la MINURSO més enllà del 31 de maig de 1995 era pendent d'un informe del secretari general.